# Aragonit
Aragonit ist ein häufig vorkommendes Mineral aus der Mineralklasse der „Carbonate und Nitrate“. Es kristallisiert im orthorhombischen Kristallsystem mit der Zusammensetzung Ca[CO3], ist also chemisch gesehen ein Calciumcarbonat.
Aragonit bildet Kristalle verschiedener Form. Prismatische Kristalle kommen ebenso vor wie Mineral-Aggregate, die kugelig bzw. oolithisch, gebändert, säulig und dendritisch (bäumchenartig) sowie parallelfaserig, radialstrahlig oder nadelig sein können. Unverletzte Kristalloberflächen weisen einen glasähnlichen Glanz auf, Spalt- und Bruchflächen zeigen dagegen Fettglanz.
In reiner Form ist Aragonit farblos und durchsichtig. Durch vielfache Lichtbrechung aufgrund von Gitterbaufehlern oder polykristalliner Ausbildung kann er aber auch weiß erscheinen und durch Fremdbeimengungen eine graue, gelbe, rote, grüne, violette oder blaue Farbe annehmen, wobei die Transparenz entsprechend abnimmt.
Aragonit ist das namensgebende Mineral einer Gruppe von Mineralen ähnlicher Struktur und/oder Zusammensetzung, der Aragonitgruppe.

## Etymologie und Geschichte
Das Mineral wurde von Abraham Gottlob Werner 1796 beschrieben und von ihm nach seinem Fundort in der Provinz Aragonien in Nordost-Spanien benannt.
Der großen Bedeutung der Vorkommen im Alpenraum wurde 2025 durch die Ernennung von Aragonit zum „Mineral des Jahres“ in Österreich Ausdruck verliehen.

## Klassifikation
In der veralteten 8. Auflage der Mineralsystematik nach Strunz gehörte der Aragonit zur gemeinsamen Mineralklasse der „Carbonate, Nitrate und Borate“ und dort zur Abteilung der „Wasserfreien Carbonate ohne fremde Anionen“, wo er als Namensgeber die „Aragonit-Reihe“ mit der System-Nr. Vb/A.04 und den weiteren Mitgliedern Alstonit, Cerussit, Strontianit und Witherit sowie im Anhang mit Barytocalcit bildete.
Im Lapis-Mineralienverzeichnis nach Stefan Weiß, das sich aus Rücksicht auf private Sammler und institutionelle Sammlungen noch nach dieser alten Form der Systematik von Karl Hugo Strunz richtet, erhielt das Mineral die System- und Mineral-Nr. V/B.04-10. In der „Lapis-Systematik“ entspricht dies ebenfalls der Abteilung „Wasserfreien Carbonate [CO3]2− ohne fremde Anionen“, wo Aragonit zusammen mit Alstonit, Barytocalcit, Cerussit, Olekminskit, Paralstonit, Strontianit und Witherit die „Aragonit-Gruppe“ bildet (Stand 2018).
Die seit 2001 gültige und von der International Mineralogical Association (IMA) bis 2009 aktualisierte 9. Auflage der Strunz’schen Mineralsystematik ordnet den Aragonit in die neu definierte Klasse der „Carbonate und Nitrate“ (die Borate bilden hier eine eigene Klasse), dort allerdings ebenfalls in die Abteilung der „Carbonate ohne zusätzliche Anionen; ohne H2O“ ein. Diese ist weiter unterteilt nach der Zugehörigkeit der Kationen zu bestimmten Elementfamilien, so dass das Mineral entsprechend seiner Zusammensetzung in der Unterabteilung „Erdalkali- (und andere M2+) Carbonate“ zu finden ist, wo es nur noch zusammen mit Cerussit, Strontianit und Witherit die „Aragonitgruppe“ mit der System-Nr. 5.AB.15 bildet.
Die im englischen Sprachraum gebräuchliche Systematik der Minerale nach Dana ordnet den Aragonit wie die veraltete Strunz’sche Systematik in die gemeinsame Klasse der „Carbonate, Nitrate und Borate“ und dort in die Abteilung der „Wasserfreien Carbonate“ ein. Hier ist er ebenfalls zusammen mit Cerussit, Strontianit und Witherit in der „Aragonitgruppe (Orthorhombisch: Pmcn)“ mit der System-Nr. 14.01.03 innerhalb der Unterabteilung „Wasserfreie Carbonate mit einfacher Formel A+CO3“ zu finden.

## Kristallstruktur

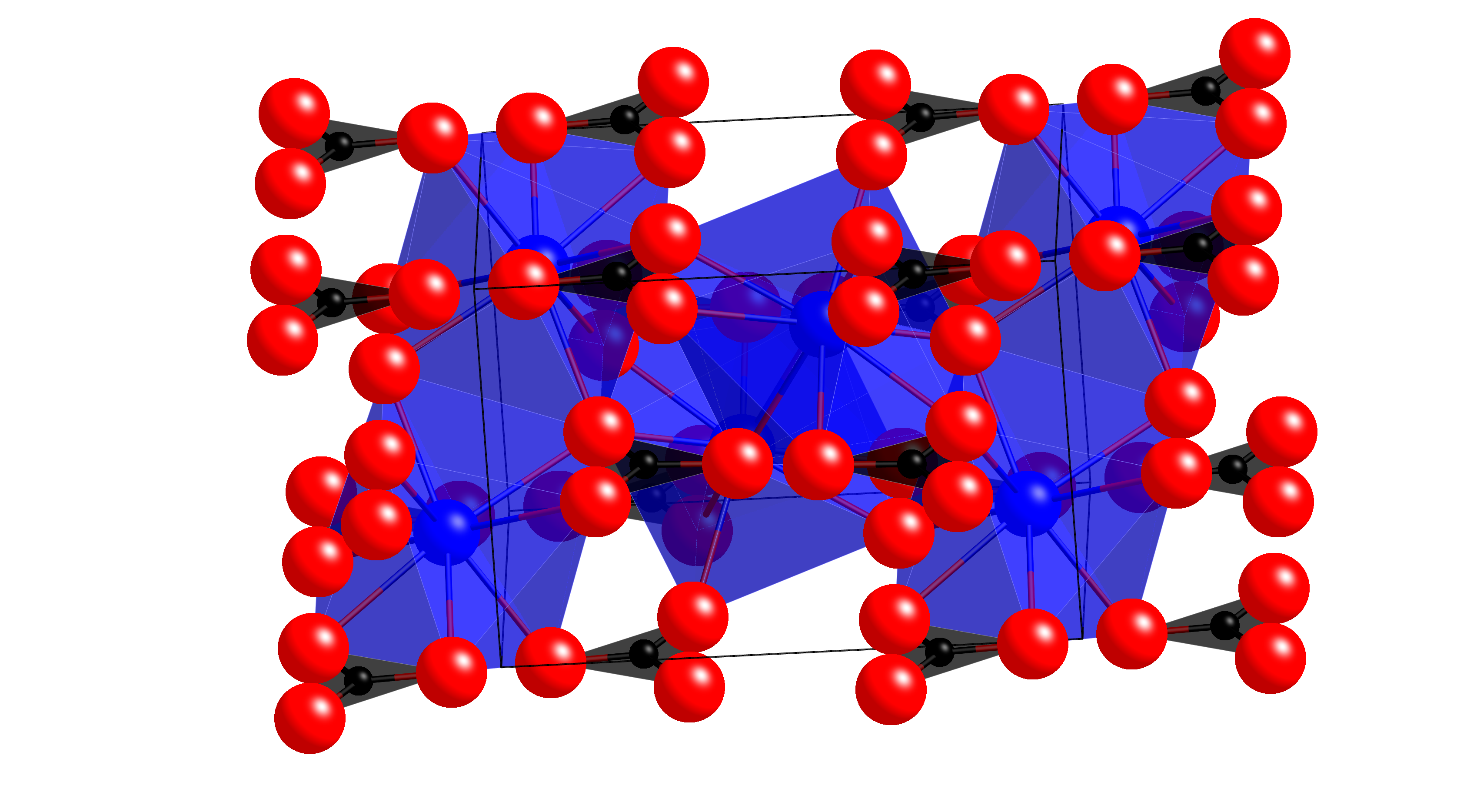
Blau: Calcium, Rot: Sauerstoff
Schwarz: Kohlenstoff
Schwarze Dreiecke: Carbonatgruppen

Aragonit kristallisiert orthorhombisch in der Raumgruppe Pmcn (Raumgruppen-Nr. 62, Stellung 5) mit den Gitterparametern a = 4,96 Å, b = 7,97 Å und c = 5,74 Å sowie vier Formeleinheiten pro Elementarzelle.

## Eigenschaften
Reiner Aragonit ist entweder farblos oder weiß. Er kann durch Fremdbeimengungen bzw. Verunreinigungen auch grau bis bräunlich, gelblich, rötlich, grünlich, bläulich oder violett gefärbt sein. Aragonit hat eine Dichte von 2,95 g/cm³ und eine Mohssche Härte von 3,5 bis 4,5. Bis auf eine Varietät des Aragonits sind alle lichtundurchlässig. 
Aragonit weist Lumineszenz auf, dabei verhalten sich die Minerale je nach Fundort verschieden. In Agrigent werden Aragonite gefunden, die unter UV-Licht rosarot aufleuchten und anschließend grün fluoreszieren. Aragonite aus Tsumeb leuchten hellgelb bis grünlich.
Aragonit löst sich leicht in Säuren unter Abgabe von Kohlendioxid. Schon von schwachen Säuren wie Borsäure, Essigsäure oder Citronensäure wird der Kristall geschädigt. Aragonit ist in kohlendioxidgesättigtem Wasser leichter löslich als Calcit und kann so zu einer Untersättigung an Aragonit in den Ozeanen führen.

## Modifikationen und Varietäten
Aragonit ist eine von insgesamt drei natürlich vorkommenden Modifikationen des Calciumcarbonats (Ca[CO3]). Die weiteren Modifikationen sind Calcit (Kalkspat) und Vaterit. Die stabilste der drei Modifikationen ist der Calcit, welcher vor allem als Kalkstein, Kreide, Marmor und Kalksinter (Onyxmarmor) in der Natur vorkommt.
Vom Aragonit existieren mehrere Farb- und Formvarietäten:
- Eisenblüte: korallenartiges Wachstum bei überwiegend weißer oder weiß-gräulicher Farbe; selten werden auch hellblaue bis blass-blaugrüne Eisenblüten gefunden
- Erbsenstein oder auch Pisolith: meist konzentrische Schalen bzw. radialstrahlige Kugeln bei überwiegend weiß-gräulicher Farbe
- Nicholsonit: durch Beimengungen an Smithsonit (Zn[CO3]) meist weiß, gelblich, grünlich oder schwach rosafarben
- Perlmutt: variabel
- Sprudelstein: wellenförmiger, meist weiß, grau, gelblich oder rötlich gebänderter Kalksinter
- Sr-Aragonit: strontiumhaltiger Aragonit
- Tarnowitzit (engl.: Plumboan Aragonite[12]): durch feinverteilte Einschlüsse von Cerussit (Pb[CO3]) meist weiß, grau bis schwarz oder gelb gefärbt
- Zeiringit: durch Aurichalcit türkisblau bis türkisgrün gefärbter Aragonit

Es gibt viele dem Aragonit ähnliche Minerale wie zum Beispiel Baryt, Gips, Calcit und Quarz.

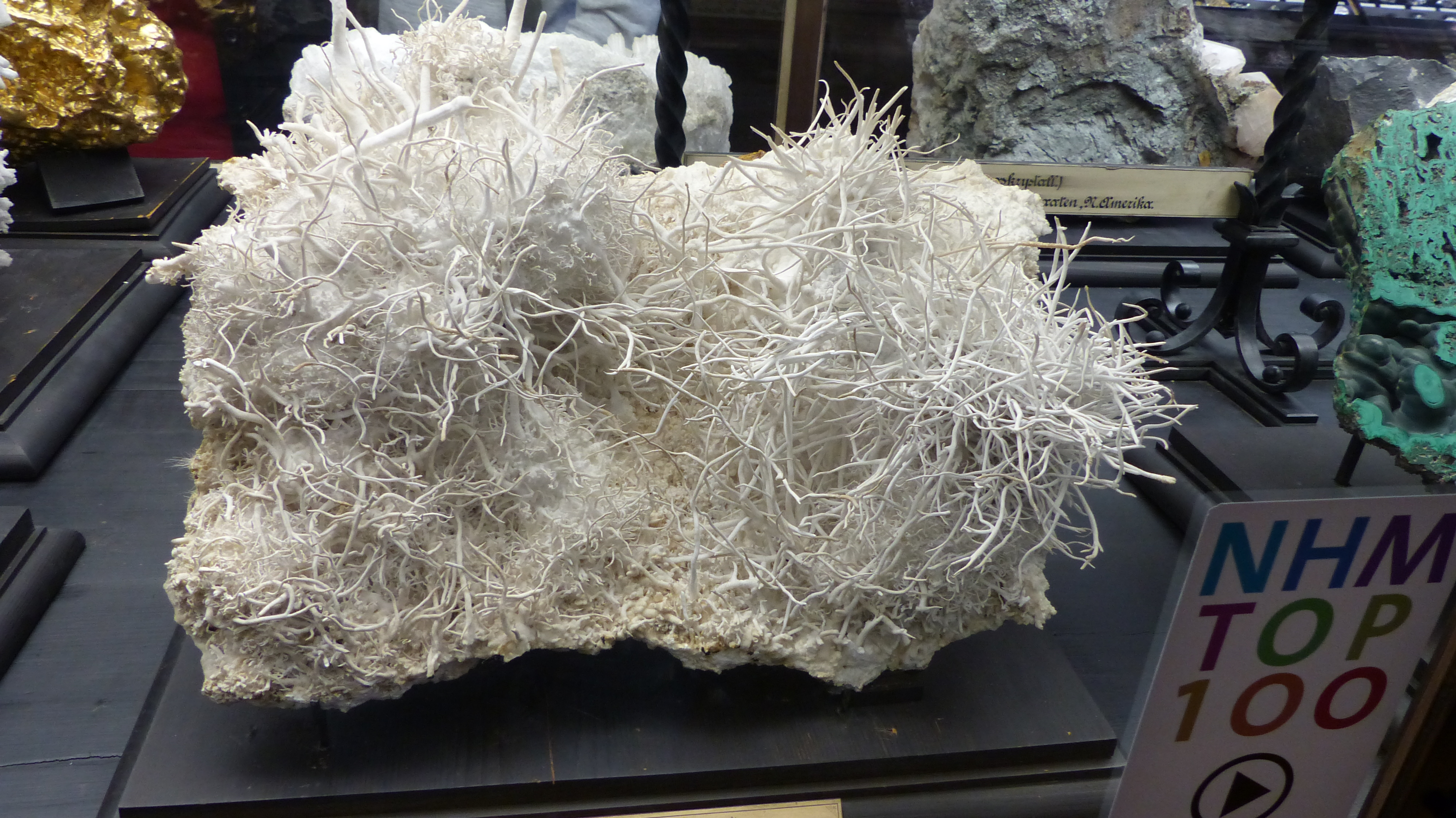
„Eisenblüte“ aus der Steiermark (ausgestellt im Naturhistorischen Museum Wien)
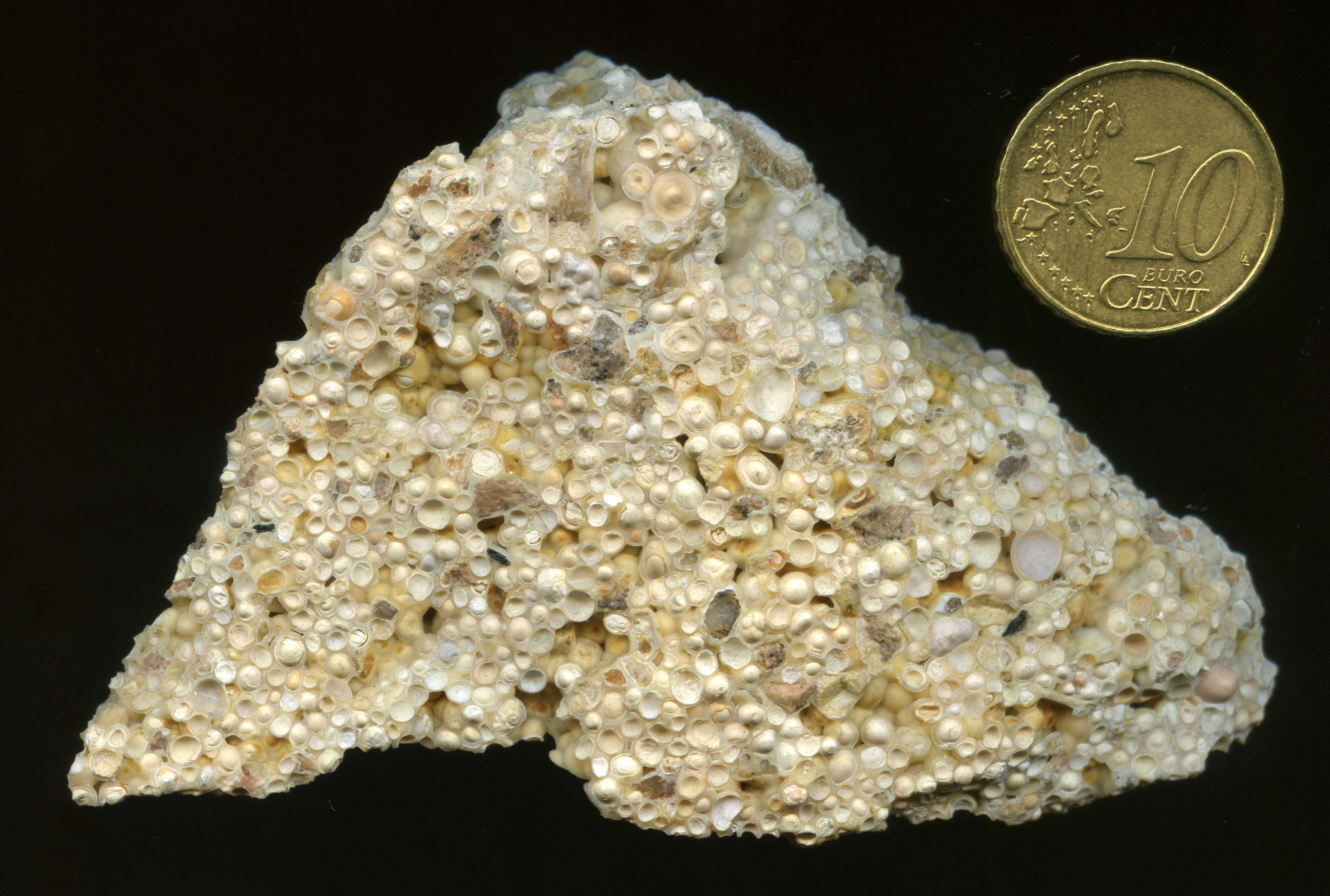
„Erbsenstein“ (Pisolith)
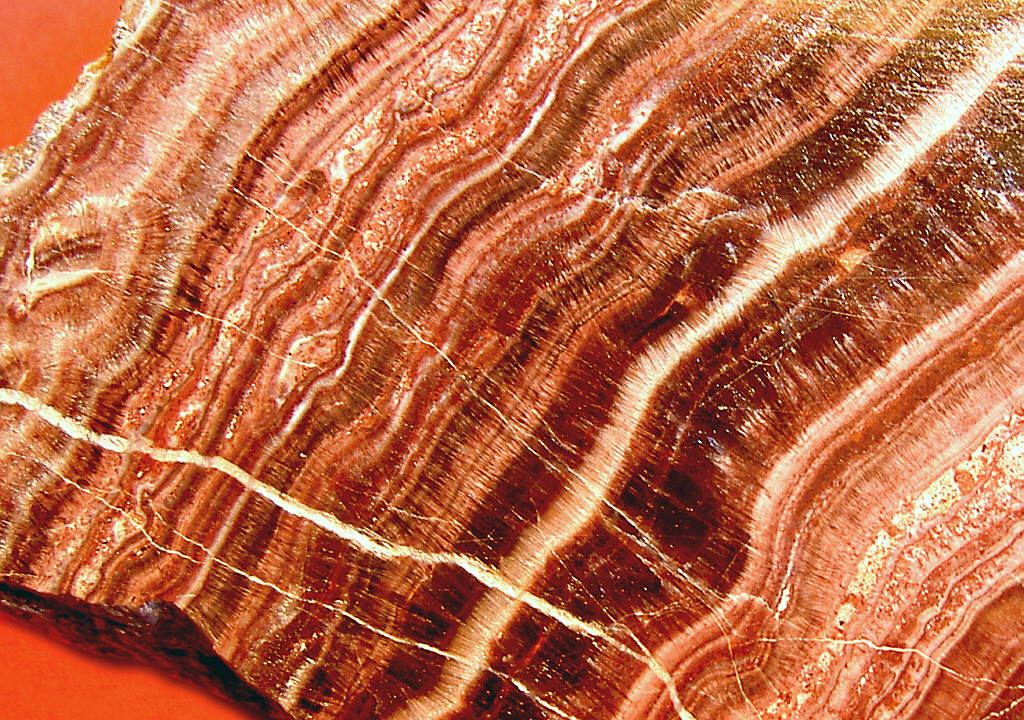
Gebänderter krustiger Sinterkalk (Karlsbader Sprudelstein)
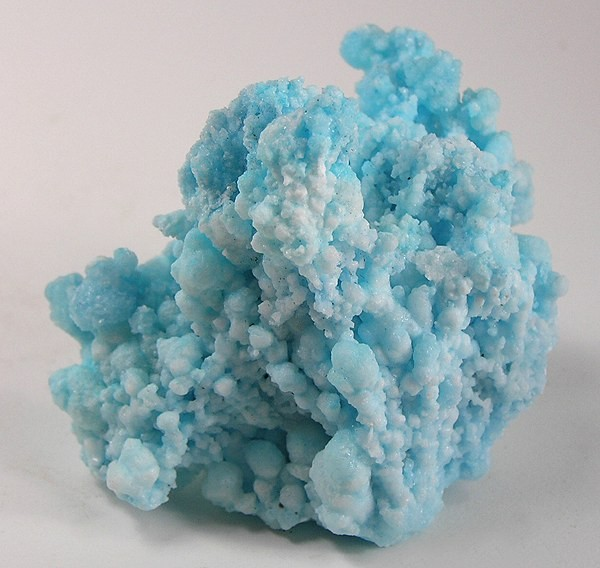
„Zeiringit“ (bläulicher Aragonit)

## Bildung und Fundorte

### Bildung

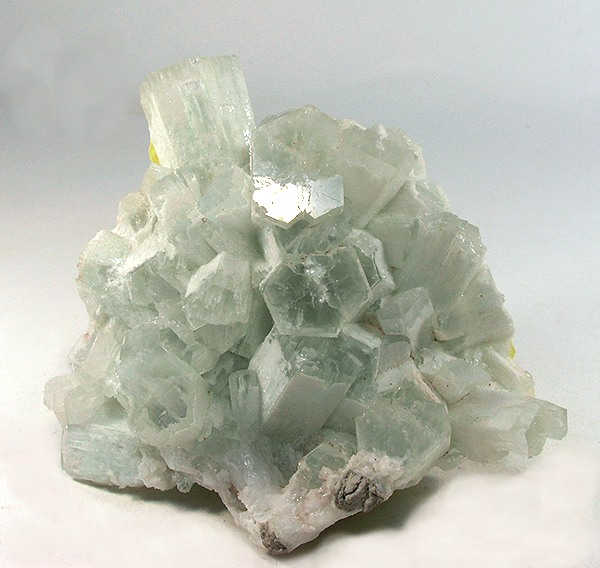
Farblose Aragonit-Stufe mit Kristall-Drillingen aus der Provinz Agrigent, Sizilien (Größe: 9,6 cm × 9,4 cm × 3,6 cm)

Aragonit ist unter gewöhnlichen Umständen (20 °C und Atmosphärendruck) eigentlich nur metastabil, die stabile Phase ist Calcit. Es genügen die Anwesenheit von Lösungsmittel oder die Ausübung minimalen Druckes, zum Beispiel im Mörser, um  Aragonit in Calcit umzuwandeln. Bei höheren Temperaturen geschieht die Umwandlung sehr schnell. Lediglich bei hohem Druck, unter den Bedingungen einer Hochdruck-/Niedrigtemperaturmetamorphose, ist Aragonit stabil. Selten findet man deshalb ein Gestein mit Aragonit, eine Ausnahme bildet der Aragonitmarmor.
Aragonit wird in Süßwasser wenig abgeschieden, die einzelnen Vorkommen sind somit charakteristisch für marine Milieus. Im Gegensatz zu den meisten anderen mineralischen Stoffen kommt Calcium dort seltener vor als im Süßwasser, da zahlreiche Organismen das Mineral dem Wasser entziehen, um damit ihre Kalkschalen und -skelette aufzubauen. Dadurch hat sich auch das Verhältnis von Magnesium zu Calcium im Verlauf der geologischen Zeitalter immer weiter auf die Seite des Magnesiums verlagert, und da Magnesium die Bildung von Aragonit gegenüber derjenigen von Calcit begünstigt, entsteht heute im marinen Milieu bevorzugt Aragonit. Neben Magnesium verschieben auch Spuren anderer Metalle wie Strontium, Blei, Barium und Calciumsulfat sowie Temperaturen über 50 Grad Celsius das Gleichgewicht auf die Seite des Aragonits. Allerdings verwandelt er sich über längere Zeiträume in den stabileren Calcit, weshalb Aragonit in alten Carbonatgesteinen selten ist.
Das Mineral bildet sich entweder hydrothermal oder als Neubildung bei sich zersetzenden Ca-haltigen Gesteinen (sogenannte „Eisenblüte“). In der Natur tritt Aragonit häufig bei Sinterbildung im Umfeld kalkhaltiger und heißer Quellen auf. Auch in Hohlräumen von Ergussgesteinen (Vulkaniten) kommt es als „Eisenblüte“ vor, in Thermalquellen als „Sprudelstein“ und „Erbsenstein“. Ablagerungen in Wasserrohren, Wasserleitungen und Wasserkessel bestehen oft aus Aragonit.
Aragonit ist zudem der Hauptbestandteil des Perlmutts und daher der Perlen, welche vom Mantel der Muscheln gebildet werden. Auch das Skelett der Steinkorallen besteht aus Aragonit. 
Als häufige Mineralbildung ist Aragonit an vielen Fundorten anzutreffen, wobei bisher (Stand: 2013) rund 2800 Fundorte als bekannt gelten.

### Fundorte
Fundorte von Aragonit sind unter anderem das Municipio Corocoro in Bolivien, der Erzberg in Österreich, Špania Dolina, Podrečany und Ochtiná (Ochtinaer Aragonithöhle) in der Slowakei, Cianciano in Italien, Tarnobrzeg in Polen und Molina de Aragón in Spanien.
In Tschechien kommt Aragonit einerseits mikrokristallin als Karlsbader Sprudelstein an Quellaustritten in Karlsbad, aber auch in Form von größeren Kristallen am Číčov im Böhmischen Mittelgebirge vor. Die Karlsbader Sprudelstein-Vorkommen wurden auch von Johann Wolfgang von Goethe beschrieben.
Die möglicherweise größten Eisenblüten mit Durchmessern von teilweise mehr als 1,20 m – das bisher größte dieser als „Hydra“ bezeichneten Gebilde hat einen Durchmesser von 1,50 m – wurden in der im März 2019 entdeckten Höhle Windloch im Mühlenberg im Oberbergischen gefunden.

### Synthetische Herstellung
Bei der Biorock-Technologie wird Aragonit gemeinsam mit Brucit durch Mineralakkretion an schwach stromführendem Stahl aus dem Meer gewonnen.

## Verwendung

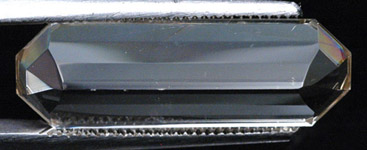
Facettierter Aragonit aus Tschechien

Aragonit wird als Schmuckstein verwendet, der allerdings durch seine Sprödigkeit und gute Spaltbarkeit empfindlich ist.
Insbesondere auf den Bahamas sowie auf den Bermuda-Inseln bilden sich seit mehreren tausend Jahren Aragonitsande im Gezeitenbereich, die für eine industrielle Nutzung geeignet sind. Die Vorkommen werden mit dem Bagger abgebaut und zur Herstellung von Zement verwendet.

## Manipulationen und Imitationen
Aragonit-Schmucksteine werden mithilfe von Kunstharz stabilisiert, da Aragonit recht empfindlich auf Säuren und maschinelle Bearbeitung reagiert, außerdem soll dadurch eine Erhöhung seines Glanzes erzielt werden. Aus modischen Gründen werden Aragonite auch gefärbt angeboten. Aus Verbraucherschutzgründen müssen beide Verfahren angegeben werden.
Aragonit dient oft als Imitationsgrundlage für Chalcedon, Calcit und Jade.
Gebänderter Aragonit wird unter irreführenden Handelsbezeichnungen meist als Kalifornischer Onyx, Mexikanischer Onyx oder Türkischer Onyx angeboten (siehe Onyxmarmor).

## Esoterik
Wie schon beschrieben können sich Aragonit und Calcit als Ablagerungen in Warmwasserinstallationen, bzw. -rohren bilden. Durch die Anwendung von Magnetfeldern sollen sich die Aragonitkristalle nicht an der Wand bilden bzw. nicht ablagern können. Die Wirkungsweise solcher Geräte zur Entkalkung darf nach dem heutigen Kenntnisstand als fraglich angesehen werden, da weder die Carbonatanionen, noch die Calciumionen paramagnetisch bzw. ferromagnetisch sind. Aus physikochemischer Sichtweise sind die postulierten Wirkprinzipien nicht möglich (siehe auch Physikalische Wasserenthärtung).